# Jonas von Wilferstorf
Jonas von Wilferstorf (* um 1610) war ein österreichischer Freiherr.

## Leben und Wirken
Jonas von Wilferstorf erbte von seinen Vorfahren fünf Höfe und Hofstätten aus dem ehemaligen Besitz von Erasmus und Ernst Kornpeck im heutigen Gemeindegebiet von Großwilfersdorf, das vor 1848 zum Landgericht Fürstenfeld gehörte. Er besaß außerdem den 1582 von seiner Familie erworbenen Schwarzturm in der Ringmauer von Fürstenfeld und das westlich an den Turm anschließende Freihaus, ein Wohngebäude mit Erker, das seit 1558 Pfeilberg genannt wurde.
Er trug wie seine Vorfahren das Wappen der Familie Kornpeck mit einer Kornähre und einem Strohkranz. 1631 wurde er vom Kaiser in den Freiherrnstand erhoben.

## Porträts
Im GrazMuseum sind zwei barocke Repräsentationsporträts des 26-jährigen Jonas von Wilferstorf und seiner Frau Euphrosina von Wilferstorf erhalten, die zusammen eine Einheit bilden. Das Paar wird im selben Raum und dadurch als einander ebenbürtig dargestellt. Auf beiden Bildern ist jeweils ein eigenes Wappen und ein Text zu sehen, der die Abgebildeten beschreibt. Die aufwendige Kleidung des Ehepaares repräsentiert Macht und Würde. Neben dem Schmuck, der den Reichtum des Freiherren belegt, symbolisieren Säbel und Sporen männliche Attribute wie Stärke und Tatkraft.
Seine Ehefrau, Euphrosina von Wilferstorf, ist auf einem klassischen Adelsporträt dargestellt, wobei ihr Schmuck, ihre Kleidung und der Vorhang im Hintergrund den Reichtum und die Bedeutung der Persönlichkeit belegen. Als Zeichen ihrer Religiosität und ihrer Bildung hält sie ein Gebetbuch.